# Earl Douglass

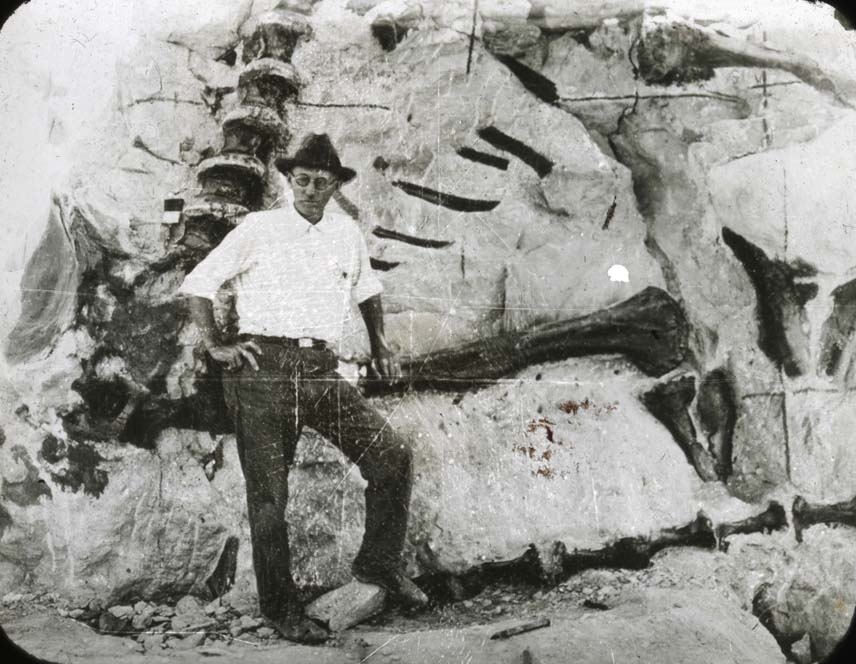
Earl Douglass mit einem Fossil von Diplodocus bei Ausgrabungen im Dinosaur National Monument, 1923

Earl Douglass (* 18. Oktober 1862 in Medford, Minnesota; † 13. Januar 1931) war ein US-amerikanischer Fossiliensammler und Wirbeltier-Paläontologe. Er entdeckte 1909 eine der größten jurassischen Dinosaurierfundstellen, das Dinosaur National Monument in Utah.
Douglass interessierte sich schon als Jugendlicher für Geologie, begann als Fossilienjäger aber relativ spät, als er schon in den Dreißigern war. Er studierte an der University of South Dakota und am Iowa State College, mit einem Bachelor-Abschluss 1893. Er war zunächst Schullehrer in Minnesota, South Dakota und Montana. 1899 schloss sich ein Studium der Geologie an der University of Montana an mit Master-Abschluss 1900, wonach er zwei Jahre mit einem Stipendium an der Princeton University war. 1902 trat er der Paläontologie-Abteilung des Carnegie Museum of Natural History in Pittsburgh bei. Dort war man seit dem Fund ihres berühmten Diplodocus-Skeletts in Wyoming an weiteren Dinosaurierfunden interessiert. Er sammelte zunächst in Montana und wurde 1907 nach Utah geschickt, wo er  1909 auf eine sehr reichhaltige jurassische Fundstätte stieß, die 1915 als Dinosaur National Park unter Schutz gestellt wurde. Unter anderem fand er dort einen vollständigen Apatosaurus (Brontosaurus), der seit 1915 im Carnegie Museum ausgestellt ist (seit 1979 auch wieder mit korrektem, wiedergefundenem Schädel). Douglass grub dort bis 1922 aus und schickte über 350 Tonnen an Knochen (die 23 montierbare Skelette lieferten) ans Carnegie Museum. Danach arbeitete er noch zwei Jahre für andere Museen (National Museum of Natural History, University of Utah) an der Ausgrabungsstelle (das Carnegie Museum selbst hatte genug Fossilien). 1924 verließ Douglass das Carnegie Museum und präparierte seine Funde an der University of Utah.
Er war seit 1905 verheiratet und hatte einen Sohn.